# Катопума калімантанська
Катопума калімантанська (Catopuma badia) — хижий ссавець родини котових. Екстраполяція щільності й зони заселення дає підстави вважати, що чисельність виду становить приблизно 2200 зрілих особин, що робить цю кішку одною з найрідкісніших і найменш вивчених серед котячих.

## Етимологія
Етимологія: лат. badia (жіночий рід від badius) — «червонувато-коричнева, каштанова, гніда».

## Таксономія
У 2007 на основі проб ДНК вид був розміщений у рід Pardofelis разом з азійською золотистою та мармуровою кішкою науковцями Браєном і Джонсоном. Спільний прабатько трьох видів роду жив 5.41 мільйонів років тому; спільний предок гнідої й азійської золотистої кішок жив 4 мільйони років тому, ще задовго до того як Борнео (Калімантан) розділився з островом Суматра, на якому мешкає азійська золотиста кішка.
Філогенетичне древо родів Pardofelis і Catopuma

|  | Pardofelis marmorata                                                  |
|  |                                                                       |
|  | \| \| Catopuma temmincki \| \| \| \| \| \| Catopuma badia \| \| \| \| |
|  |                                                                       |
|  | Catopuma temmincki                                                    |
|  |                                                                       |
|  | Catopuma badia                                                        |
|  |                                                                       |

|  | Catopuma temmincki |
|  |                    |
|  | Catopuma badia     |
|  |                    |

## Поширення
Кішка знайдена виключно на острові Борнео (Індонезія). Мешкає в лісистих територіях на рівнинах і пагорбах, у болотних місцевостях. Зустрічається на висотах принаймні до 800 м.

## Історія дослідження
Перша калімантанська кішка була знайдена Альфредом Расселом Воллесом в 1855 році. У 1856 році екземпляр був придбаний Лондонським музеєм природознавства. Експонат прибув у музей у поганому вигляді, через що не відразу був визнаний новим видом. Спершу він був внесений до реєстру як суматранська кішка. Пізніше вид записували як молоду азійську золотисту кішку, проте ця версія відпала, коли був розглянутий череп. Після цього зоолог Джон Едвард Ґрей вирішив, що зразок дійсно представляє новий вид. Ґрей затримував публікацію опису тварини протягом майже двадцяти років у надії на появу повнішого зразка, але врешті-решт здався чекати й у 1874 році виклав опис калімантанської кішки базуючись на погано збереженій шкірі й неповному черепі.
Другий зразок з'явився аж у 1888 році. Його здобув Альфред Еверет. Еверет був натуралістом, який багато років жив на острові Борнео, де він зібрав широку колекцію ссавців Борнео (понад 500 зразків) для Лондонського музею. У зразку Еверету було вказано, що тварина була знайдена на річці Барам, Саравак, але без жодної видимої причини реєстр був змінений на річку Суаі.
Третя калімантанська кішка, яку знайшов Чарльз Хаус, що був другом Еверета, була сірою. Вона була знайдена у вересні 1894 року на річці Ентоут, що впадає в Барам, на південь від Клаудетаун (зараз Маруді) і на захід від гори Мулу. Ці три шкури і частково черепи знаходяться в Британському музеї. Протягом наступних декількох років ще п'ять шкур було здобуто й вони знайшли свій шлях у Лейденський музей в Голландії (одна), Державний музей Саравака в Кучінгу (дві), Національний музей природознавства (Вашингтон) (один), і Музей природної історії ім. Філда (одна). До 1928 року було отримано вісім шкір кішки, але досі зоологам не потрапив повний зразок.
Тільки в листопаді 1992 року знайшли живу калімантанську кішку. Спіймана мисливцями на Саравак-Індонезійській височині, доросла калімантанська кішка була доправлена до музею в місто Кучінг, штат Саравак, виснажена і на межі смерті. Знаючи, що кішка рідкісна і, можливо, цінна, мисливці, мабуть, тримали тварину в неволі багато місяців, поки намагалися знайти дилера тварин, що був би готовий зайнятися нею.
У результаті досліджень за допомогою камер-пасток було отримано фотознімки цієї кішки у 2005 році, а потім у 2008 році і зняте маленьке відео у природному середовищі в 2009 році.

## Зовнішній вигляд
Голова і тіло завдовжки 490—700 мм, хвіст — 300—400 мм. У плечах заввишки 28—30 см, вага 2,3 — 4,5 кг.
Приблизно розмірів великої домашньої кішки з надзвичайно довгим хвостом, калімантанська кішка виглядає як мініатюрна версія азійської золотої кішки. Як азійська золотиста кішка і ягуарунді, калімантанська кішка має два види відтінків забарвлення. Шерсть може бути відтінку червоного дерева або чорно-сірою на спині й боках, але, як правило, блідіша знизу, з деякими слабкими плямами на животі й кінцівках. Є бліді світлі мітки всередині кожної з очних ямок, і можливі слабкі темні смуги на верхній частині голови та щік. Волосся на потилиці, з боків від маківки, на щоках, і на передній частині горла росте вперед. Остання половини хвоста помітно біліша знизу. Короткі й округлі вуха сидять низько з боків округлої голови і не мають білих плям на задній частині.

## Екологія та поведінка
Веде потайний, ймовірно поодинокий, переважно денний спосіб життя. Ніколи не спостерігалася на дереві.
Полює, як вважається, на дрібних ссавців, птахів, гризунів і навіть мавп, живиться падлом.
Потенціальними ворогами можуть бути Neofelis diardi, Crocodylus porosus, пітони, свійські собаки, але люди є незрівнянно більшими ворогами.

## Статус у дикій природі
Калімантанська кішка є вкрай рідкісним видом. Коли сільські жителі штатів Сабах і Саравак були опитані про місцевих диких тварин, більшість з них були знайомі з димчастим леопардом, бенгальською кішкою, суматранською кішкою та мармуровою кішкою. Жоден не впізнав на фотографії калімантанську кішку. Гніда кішка повністю захищена законом у більшій частині ареалу її проживання; полювання та торгівля заборонені.
У 1998 році жива калімантанська кішка була спіймана в пастку в дикій природі й трималась у невідомому місці; тоді й вперше була отримана фотографія живої калімантанської кішки. У 2000 році дві кішки були спіймані в пастку, встановлену мисливцями поблизу сіл Натуван і Соак у штаті Сабах. Вони були продані тваринним дилерам, які подали заявки на дозвіл на вивіз їх до північноамериканського племінного господарства. Обидві кішки померли перш ніж їх експортували.
Велика увага, що приділяється цим рідкісним кішкам ставить під загрозу виживання виду. Місцевим мисливцям і тваринним дилерам добре відомо, що іноземні зоопарки й розплідники будуть платити величезні гроші за живих тварин, що призвело до посилення тиску на цих рідкісних тварин. Хоча ловля калімантанських кішок є незаконною, ця практика продовжується. Якщо попит не знизиться, що малоймовірно, західні зоопарки й розплідники в кінцевому підсумку можуть понести відповідальність за викорінення цього виду.
Знищення місць проживання у зв'язку з комерційними рубками і плантаціями олійної пальми є серйозною загрозою. Плантації олійної пальми, ймовірно, розширюватимуться в майбутньому в результаті збільшення попиту на біопаливо.
Вид включений до Додатку II СІТЕС. Кішки повністю захищені національним законодавством на більшій частині ареалу її проживання. Полювання заборонене на острові Калімантан, в штатах Сабах і Саравак. Присутність калімантанської кішки зафіксована у кількох природоохоронних областях.

## Галерея

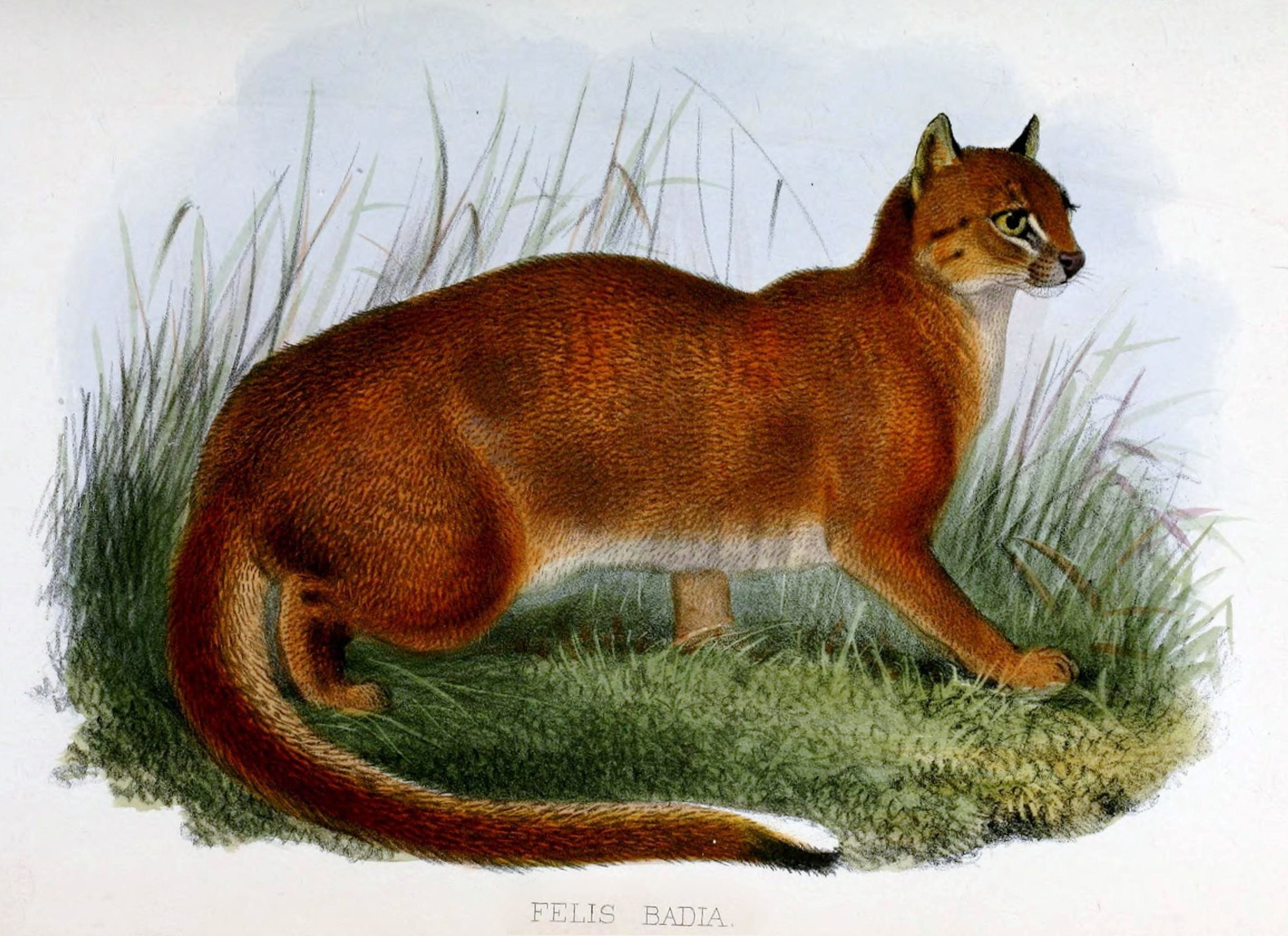
Ілюстрація з видання Лондонського Зоологічного Товариства, 1874
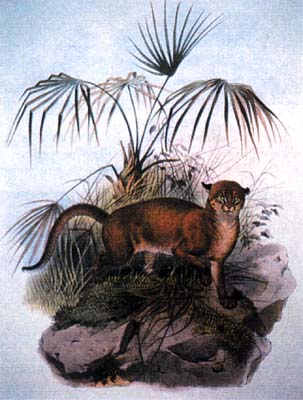
Малюнок Джона Ґрея